# Le Rêve entouré d'eau
Le Rêve entouré d'eau est un roman de Bernard Chapuis publié le 19 août 2009 aux éditions Stock et ayant reçu le Prix des Deux Magots l'année suivante.

## Éditions
- Le Rêve entouré d'eau, éditions Stock, 2009  (ISBN 978-2-2340-6085-2).